# Лівійський фунт
Лівійський фунт (араб. جنيه) — грошова одиниця Лівії в 1952-1971. Фунт = 100 піастрів = 1000 мілльємів.

## Історія
До введення в 1952 лівійського фунта в обігу в різних районах Лівії знаходилися різні валюти: у Феццані - алжирський франк, у Триполітанії - італійська ліра і триполітанська ліра британського військового командування, в Кіренаїці - єгипетський фунт. Лівійський фунт, прирівняний до фунта стерлінгів, запроваджено 24 березня 1952. Раніше грошові знаки, що були в обігу, обмінювалися по 24 червня 1952 на лівійські фунти в співвідношенні: 1 лівійський фунт = 0,975 єгипетського фунта = 480 лір = 980 алжирських франків.
До 14 грудня 1971 Лівія входила в стерлінгову зону. 12 серпня 1959 зафіксовано золотий вміст фунта 2,48828 г. чистого золота. У зв'язку з девальвацією фунта стерлінгів з 18 листопада 1967 паритетний курс було змінено: 0,857143 лівійського фунта = 1 фунт стерлінгів.
1 вересня 1971 замість фунта введений лівійський динар за співвідношенням 1:1.

## Монети та банкноти
Чеканились монети в 1, 2, 5, 10, 20, 50, 100 мілльємів, 1, 2 піастри.
Випускалися банкноти казначейства в 5, 10 піастрів,1⁄4 ,1⁄2, 1, 5, 10 фунтів та банкноти Центрального банку Лівії в1⁄4 ,1⁄2, 1, 5, 10 фунтів.

## Галерея

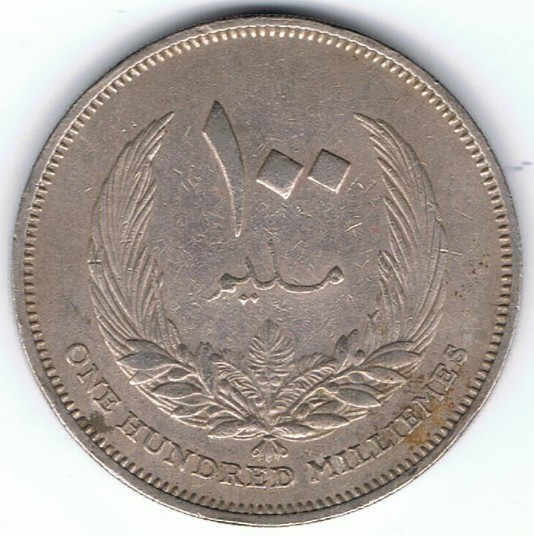
100 мілльємів, 1965, аверс
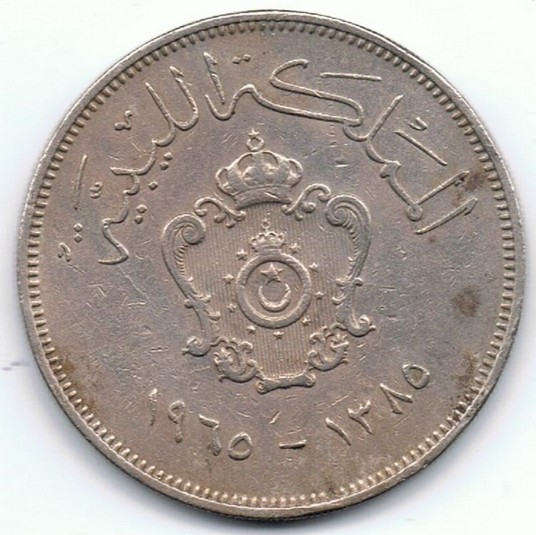
100 мілльємів, 1965, реверс
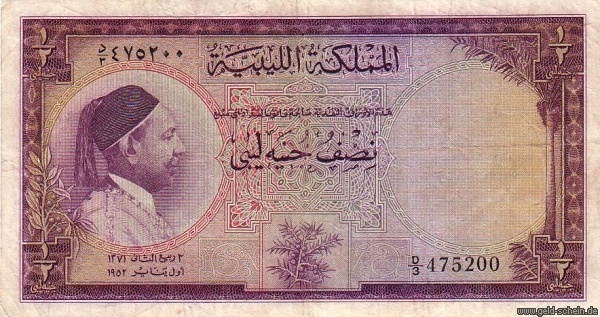
1/2 фунта, 1952
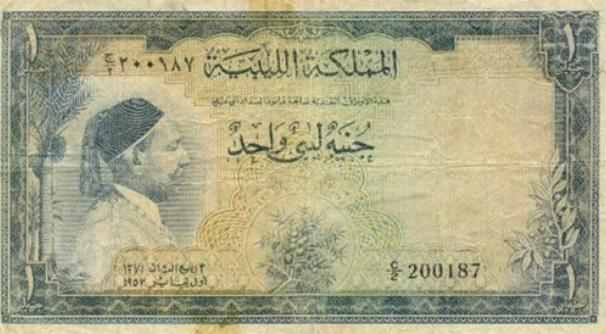
1 фунт, 1954
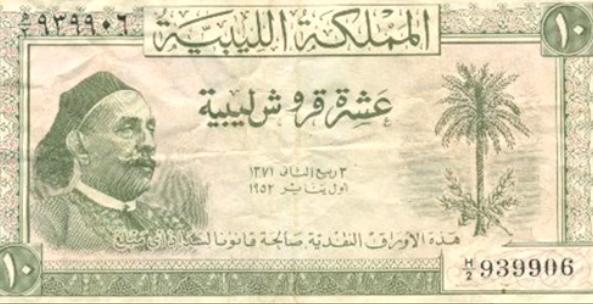
10 фунтів, 1952